# Fruna
Fruna es una empresa chilena dedicada a la elaboración de abarrotes, confites y golosinas. Fue fundada en 1961 por Lucas Santiesteban Zurita, chileno de origen español.  

## Historia
Fue fundada en 1961 por el chileno de origen español Alonso Santiesteban Zurita, quién trabajó previamente en otra fábrica de confites reuniendo el capital para establecer su propia empresa. En sus primeros años trabajó junto a su padre Epifanio Santiesteban, incorporando posteriormente a sus hijos.

## Productividad
Para 2008 su participación de mercado en Chile se estimaba en un 16 %, bajo las marcas Fruna y Serrano. La empresa se caracteriza por la venta mayorista, destinada principalmente para el abastecimiento de negocios minoristas y al público de ingresos medios bajos y bajos.
Entre sus productos destaca el tabletón, uno de los más populares confites chilenos. Durante los incendios forestales de 2017 crearon un helado en homenaje al Evergreen 747 Supertanker.
Actualmente exporta sus productos a Nicaragua, Panamá y Bolivia. Es considerado el mayor actor del mercado mayorista de confites en Chile.

## Críticas
En los últimos años la empresa ha sido criticada tras la publicación de noticias sobre las condiciones laborales de sus trabajadores, contándose incluso un caso de suicidio en septiembre de 2017. La empresa ha negado las acusaciones, mientras que los sindicatos de la empresa han acusado una campaña de desprestigio y aprovechamiento mediático.
Durante la pandemia de COVID-19 en julio de 2020 la planta de la empresa fue cerrada por incumplir los protocolos sanitarios, sanción que fue levantada y desestimada por la Fiscalía. En la ocasión también se encontró un jardín infantil irregular en razón de lo cual la empresa fue multada.